# Canton de Monein
Le canton de Monein est une ancienne division administrative française, située dans le département des Pyrénées-Atlantiques et la région Aquitaine.

## Composition
Le canton regroupe 8 communes:
- Abos
- Cuqueron
- Lahourcade
- Lucq-de-Béarn
- Monein
- Parbayse
- Pardies
- Tarsacq

## Histoire
- En 1790, le canton de Monein, outre les communes actuelles, incluait[1] celle de Cardesse.

- De 1833 à 1848, les cantons de Lasseube et de Monein avaient le même conseiller général. Le nombre de conseillers généraux était limité à 30 par département[2].

## Représentation

### Conseillers généraux de 1833 à 2015
| Période               | Identité                                   | Parti           | Qualité |
| --------------------- | ------------------------------------------ | --------------- | --- |
| 1833-1852             | Baron Pèdre Lacaze                         |                 | Propriétaire à Paris, Pair de France, ancien magistrat Député (1831-1843)                                                              |
| 1852-1861             | Comte Albert de Rességuier                 | Droite          | Ancien député (1849-1851), rentier à Pau                                                                                               |
| 1861-1862             |                                            |                 | |
| 1862-1863             | Firmin Dabbadie (1815-1879)                |                 | Juge de paix, médecin, maire de Monein                                                                                                 |
| 1863-1871             | Hippolyte Pédelaborde                      |                 | Propriétaire, médecin à Monein |
| 1871-1889 (démission) | Jean-Baptiste Cadaillon                    | Républicain     | Maire de Monein |
| 1890-1893 (démission) | Antoine Nicolau                            | Républicain     | Conseiller à la Cour Impériale de Pau, conseiller d'arrondissement                                                                     |
| 1893-1919             | Jean Malère                                | Républicain     | Viticulteur à Monein |
| 1919-1940             | Henri Lapuyade                             | Rad.            | Avocat à Pau |
|                       |                                            |                 | |
| 1945-1956 (décès)     | Henri Lapuyade                             | Rad.            | Maire de Pau (1944-1947) Président du Conseil Général (1945-1949)                                                                      |
| 3 juin 1956-1967      | André Casabonnet                           | Rad.            | Agriculteur propriétaire-exploitant Maire de Lucq-de-Béarn                                                                             |
| 1967-1969 (décès)     | Jean Prigent                               | RI              | Médecin, conseiller municipal de Monein Suppléant du député Maurice Plantier                                                           |
| 16 novembre 1969-1979 | Marie-Louise Prigent (épouse du précédent) | DVD puis UDF-PR | Première femme élue au Conseil Général des Pyrénées-Atlantiques Inspectrice de l'Éducation nationale (écoles maternelles)              |
| 1979-1985             | Léopold Joly                               | DVG             | Maire de Monein (1977-1983) |
| 1985-2004             | Maurice Bahurlet                           | PS              | Professeur de mathématiques Maire de Monein (1983-2001)                                                                                |
| 2004-2015             | Yves Salanave-Péhé                         | DVG             | Fonctionnaire Maire de Monein (2001-2020) Président de la communauté de communes de Monein Elu en 2015 dans le Canton du Cœur de Béarn |

### Conseillers d'arrondissement (de 1833 à 1940)
| Période                                  | Période          | Identité                                         | Étiquette   | Qualité |
| ---------------------------------------- | ---------------- | ------------------------------------------------ | ----------- | --- |
| 1833                                     | 1848             | Jean Pierre Gaspard de Badet-Lassale (1779-1860) |             | Juge de paix à Monein                                                                                       |
|                                          |                  |                                                  |             | |
|                                          | 1890 (démission) | Antoine Nicolau                                  | Républicain | Conseiller à la Cour de Pau                                                                                 |
|                                          |                  |                                                  |             | |
| 1901                                     | 1907             | Philippe Bellocq                                 | Républicain | Caissier à la Caisse d'Épargne, adjoint au maire de Monein                                                  |
|                                          |                  |                                                  |             | |
| 1919                                     | 1935 (décès)     | Émile Périssé (1866-1935)                        | Radical     | Négociant, maire de Lucq (1892-1935)                                                                        |
| 1935                                     | 1940             | Charles Périssé (1899-1975, fils du précédent)   | Radical     | Négociant, maire de Lucq                                                                                    |
| 1940                                     |                  |                                                  |             | Les conseils d'arrondissement ont été suspendus par la loi du 12 octobre 1940 et n'ont jamais été réactivés |
| Les données manquantes sont à compléter. |                  |                                                  |             | |

## Démographie
| 1962  | 1968  | 1975  | 1982  | 1990  | 1999  | 2006  | 2011  | 2012  |
| ----- | ----- | ----- | ----- | ----- | ----- | ----- | ----- | ----- |
| 7 110 | 7 654 | 7 689 | 7 734 | 7 954 | 8 207 | 8 338 | 8 516 | 8 503 |